# Каледонские войны
Каледонские войны — военные кампании римлян в Британии в I—III веках.
Начались при императоре Веспасиане (69—79), когда римский наместник Юлий Агрикола, совершив 4 похода в Каледонию, покорил страну, лежащую между современными Эдинбургом и Глазго.
В 84 году y подножья Грампиенских гор Агрикола нанес поражение объединённым силам скоттов и каледонцев, находившихся под началом вождя Галгака. Спустя несколько времени римский полководец соединил линией укреплений заливы Форс и Клайдский и обеспечил новую границу от набегов.
При императоре Антонине Пие (138—161) римский наместник Лоллий Урбик предпринял новое вторжение в Каледонию и построил так называемый Антонинов вал. Каледонцы, стесненные на небольшом пространстве, стали предпринимать набеги на пограничные римские провинции.
В 208 году император Септимий Север (193—211) для наказания их вторгнулся в Каледонию, но, потеряв в 3 походах до 40 тыс. человек, не смог привести туземцев к покорности. Он же построил линию укреплений, развалины которых на границе между Англией и Шотландией сохранились по настоящее время.